# Anglo American Racers
Anglo American Racers, tudi Eagle, je nekdanje ameriško moštvo Formule 1, ki je v prvenstvu sodelovalo med sezonama 1966 in 1969. Edino zmago za moštvo je dosegel Dan Gurney na Veliki nagradi Belgije v sezoni 1967.

## Rezultati Svetovnega prvenstva Formule 1

### Anglo American Racers
(legenda) (poševne dirke pomenijo najhitrejši krog)
| Leto | Šasija                | Motor                 | Gumee | Dirkači             | 1   | 2   | 3   | 4   | 5   | 6   | 7   | 8   | 9   | 10  | 11  | 12  | Toč | Prv |
| ---- | --------------------- | --------------------- | ----- | ------------------- | --- | --- | --- | --- | --- | --- | --- | --- | --- | --- | --- | --- | --- | --- |
| 1966 | Eagle T1G             | Climax S4 Weslake V12 | G     |                     | MON | BEL | FRA | VB  | NIZ | NEM | ITA | ZDA | MEH |     |     |     | 4   | 7.  |
| 1966 | Eagle T1G             | Climax S4 Weslake V12 | G     | Dan Gurney          |     | Ret | 5   | Ret | Ret | 7   | Ret | Ret | 5   |     |     |     | 4   | 7.  |
| 1966 | Eagle T1G             | Climax S4 Weslake V12 | G     | Phil Hill           |     |     |     |     |     |     | DNQ |     |     |     |     |     | 4   | 7.  |
| 1966 | Eagle T1G             | Climax S4 Weslake V12 | G     | Bob Bondurant       |     |     |     |     |     |     |     | DSQ | Ret |     |     |     | 4   | 7.  |
| 1967 | Eagle T1G             | Weslake V12           | G     |                     | JAR | MON | NIZ | BEL | FRA | VB  | NEM | KAN | ITA | ZDA | MEH |     | 13  | 7.  |
| 1967 | Eagle T1G             | Weslake V12           | G     | Dan Gurney          | Ret | Ret | Ret | 1   | Ret | Ret | Ret | 3   | Ret | Ret | Ret |     | 13  | 7.  |
| 1967 | Eagle T1G             | Weslake V12           | G     | Richie Ginther      |     | DNQ |     |     |     |     |     |     |     |     |     |     | 13  | 7.  |
| 1967 | Eagle T1G             | Weslake V12           | G     | Bruce McLaren       |     |     |     |     | Ret | Ret | Ret |     |     |     |     |     | 13  | 7.  |
| 1967 | Eagle T1G             | Weslake V12           | G     | Ludovico Scarfiotti |     |     |     |     |     |     |     |     | Ret |     |     |     | 13  | 7.  |
| 1968 | Eagle T1G McLaren M7A | Weslake V12 Ford V8   | G     |                     | JAR | ŠPA | MON | BEL | NIZ | FRA | VB  | NEM | ITA | KAN | ZDA | MEH | 0   | 12. |
| 1968 | Eagle T1G McLaren M7A | Weslake V12 Ford V8   | G     | Dan Gurney          | Ret |     | Ret | Ret |     |     | Ret | 9   | Ret | Ret | 4   | Ret | 0   | 12. |

### Netovarniška moštva
(legenda)
| Leto | Moštvo            | Šasija    | Motor     | Gume | Dirkač   | 1   | 2   | 3   | 4   | 5   | 6   | 7   | 8   | 9   | 10  | 11  | 12  |
| ---- | ----------------- | --------- | --------- | ---- | -------- | --- | --- | --- | --- | --- | --- | --- | --- | --- | --- | --- | --- |
| 1967 | Castrol Oils Ltd. | Eagle T1G | Climax S4 | ?    |          | JAR | MON | NIZ | BEL | FRA | VB  | NEM | KAN | ITA | ZDA | MEH |     |
| 1967 | Castrol Oils Ltd. | Eagle T1G | Climax S4 | ?    | Al Pease |     |     |     |     |     |     |     | NC  |     |     |     |     |
| 1968 | Castrol Oils Ltd. | Eagle T1G | Climax S4 | ?    |          | JAR | ŠPA | MON | BEL | NIZ | FRA | VB  | NEM | ITA | KAN | ZDA | MEH |
| 1968 | Castrol Oils Ltd. | Eagle T1G | Climax S4 | ?    | Al Pease |     |     |     |     |     |     |     |     |     | DNS |     |     |
| 1969 | John Maryon       | Eagle T1G | Climax S4 | ?    |          | JAR | ŠPA | MON | NIZ | FRA | VB  | NEM | ITA | KAN | ZDA | MEH |     |
| 1969 | John Maryon       | Eagle T1G | Climax S4 | ?    | Al Pease |     |     |     |     |     |     |     |     | DSQ |     |     |     |